# Johann Christian Brand

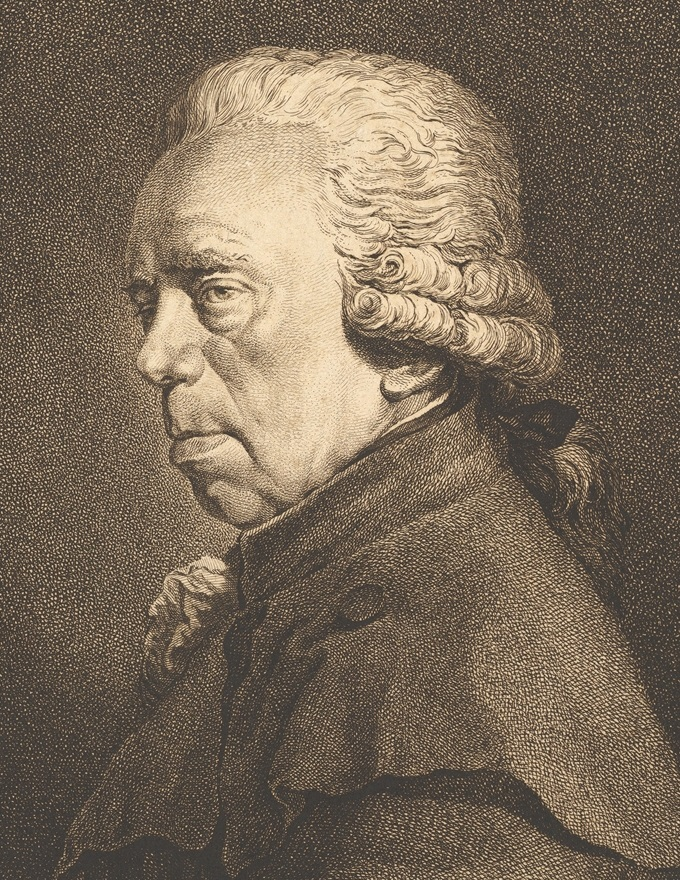
Retratado por Adam Bartsch, 1793

Johann Christian Brand (Viena, 6 de marzo de 1722-ibídem, 12 de junio de 1795) fue un pintor austríaco. Era hermano de Friedrich August Brand e hijo de Christian Hilfgott Brand, también pintores.

## Trayectoria
De estilo barroco, sus obras marcan la transición de fines del siglo XVIII.
Comenzó trabajando en el taller de su padre y estudió en la Academia de Bellas Artes de Viena, donde fue profesor luego. De 1751 a 1756 vivió en Hungría y al regresar a Austria, trabajó como pintor de la corte.